# Panthera onca hernandesii
Jaguar mexicano del oeste (Panthera onca hernandesii ), es una subespecie de jaguar (Panthera onca).

## Distribución geográfica
Se encuentra al oeste de México (desde Sinaloa hasta el Golfo de Tehuantepec y el sur de Guatemala). Su límite de distribución ha retrocedido unos 1.000 km al sur de Sinaloa y Tamaulipas (México).